# Senemoğlu, Göle
Senemoğlu là một xã thuộc huyện Göle, tỉnh Ardahan, Thổ Nhĩ Kỳ. Dân số thời điểm năm 2010 là 1.133 người.